# Canal du Centre (Frankreich)

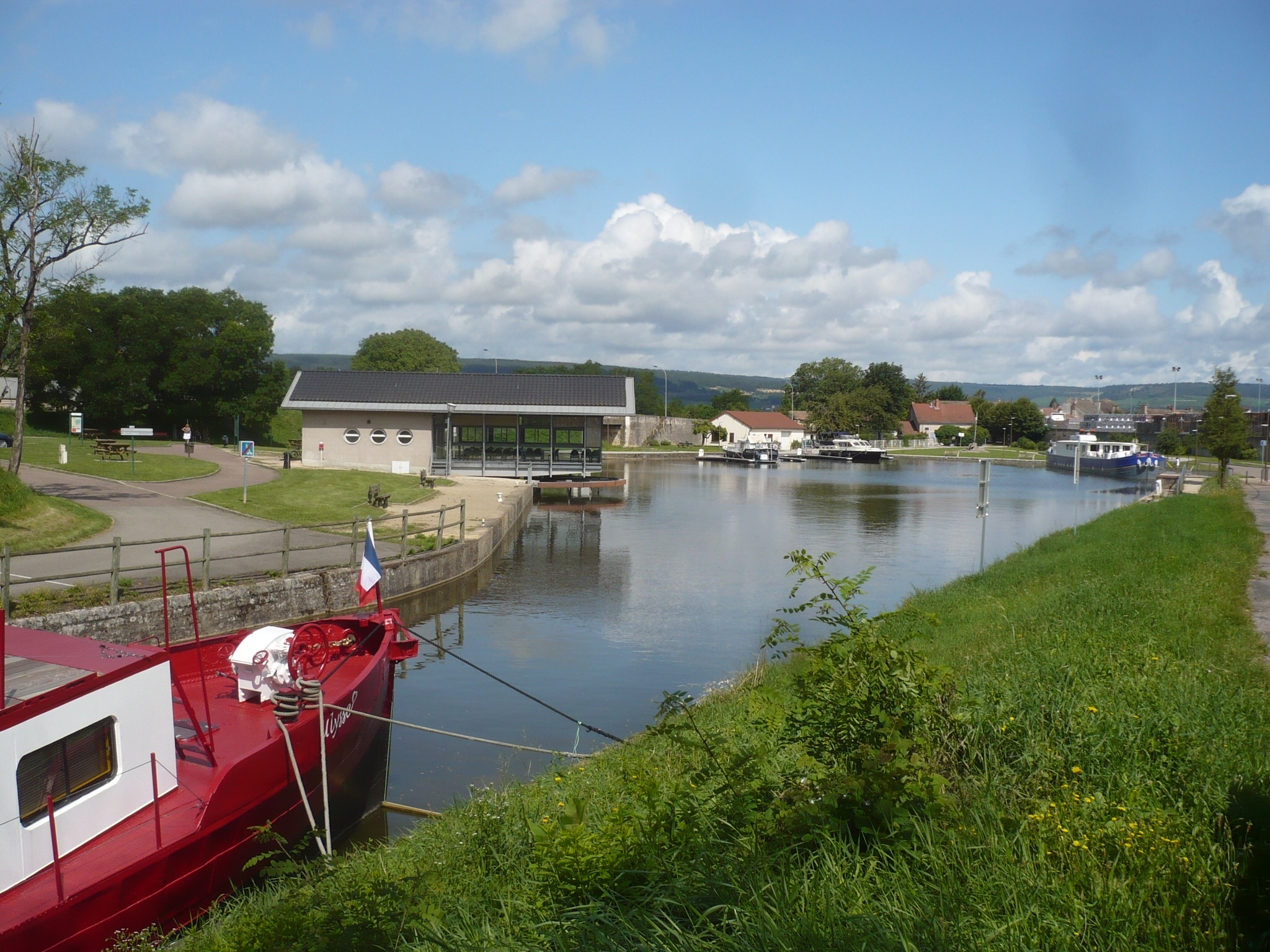
Hafen Chagny

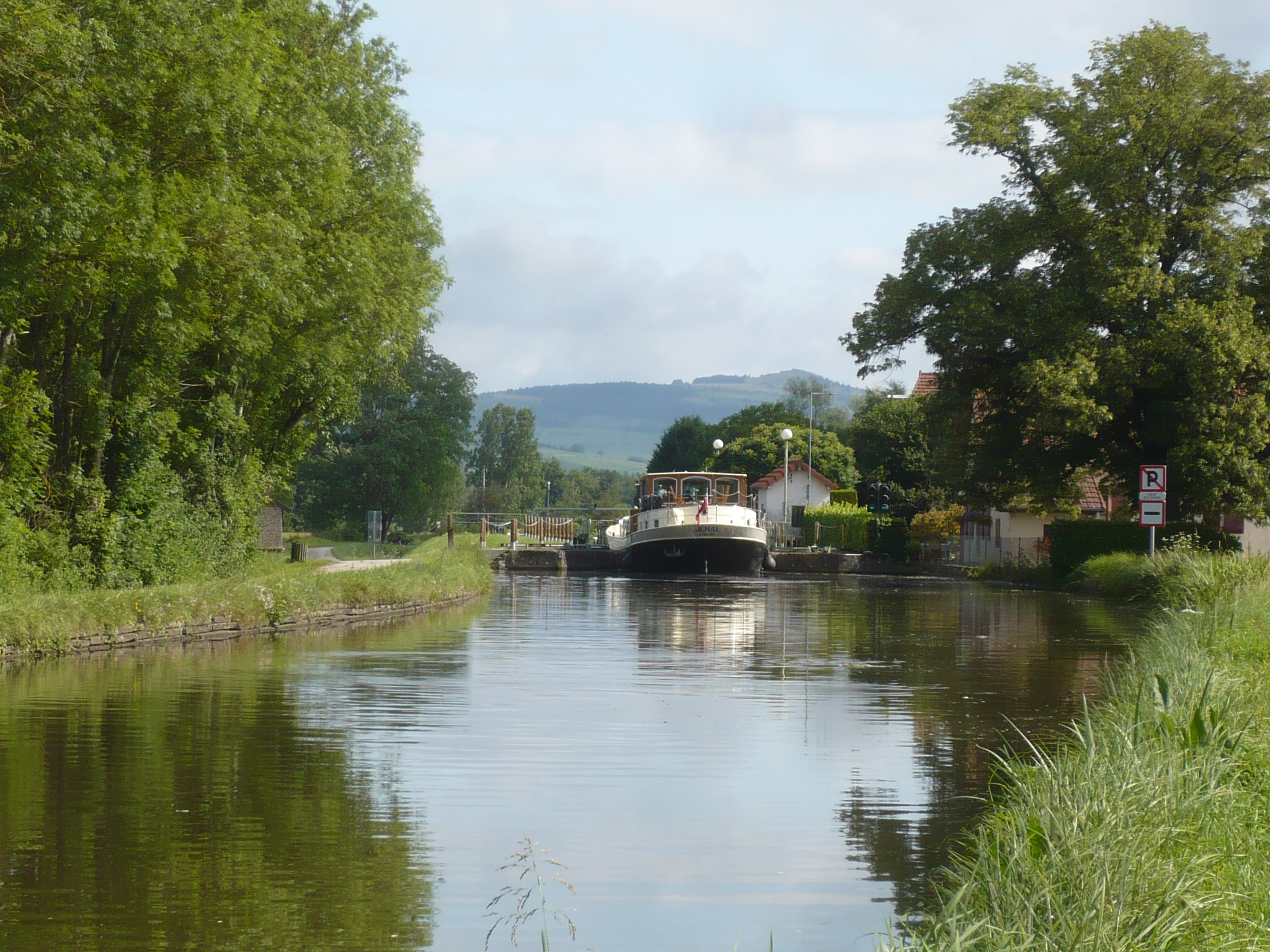
Schleuse Nr. 20 in Saint-Léger-sur-Dheune

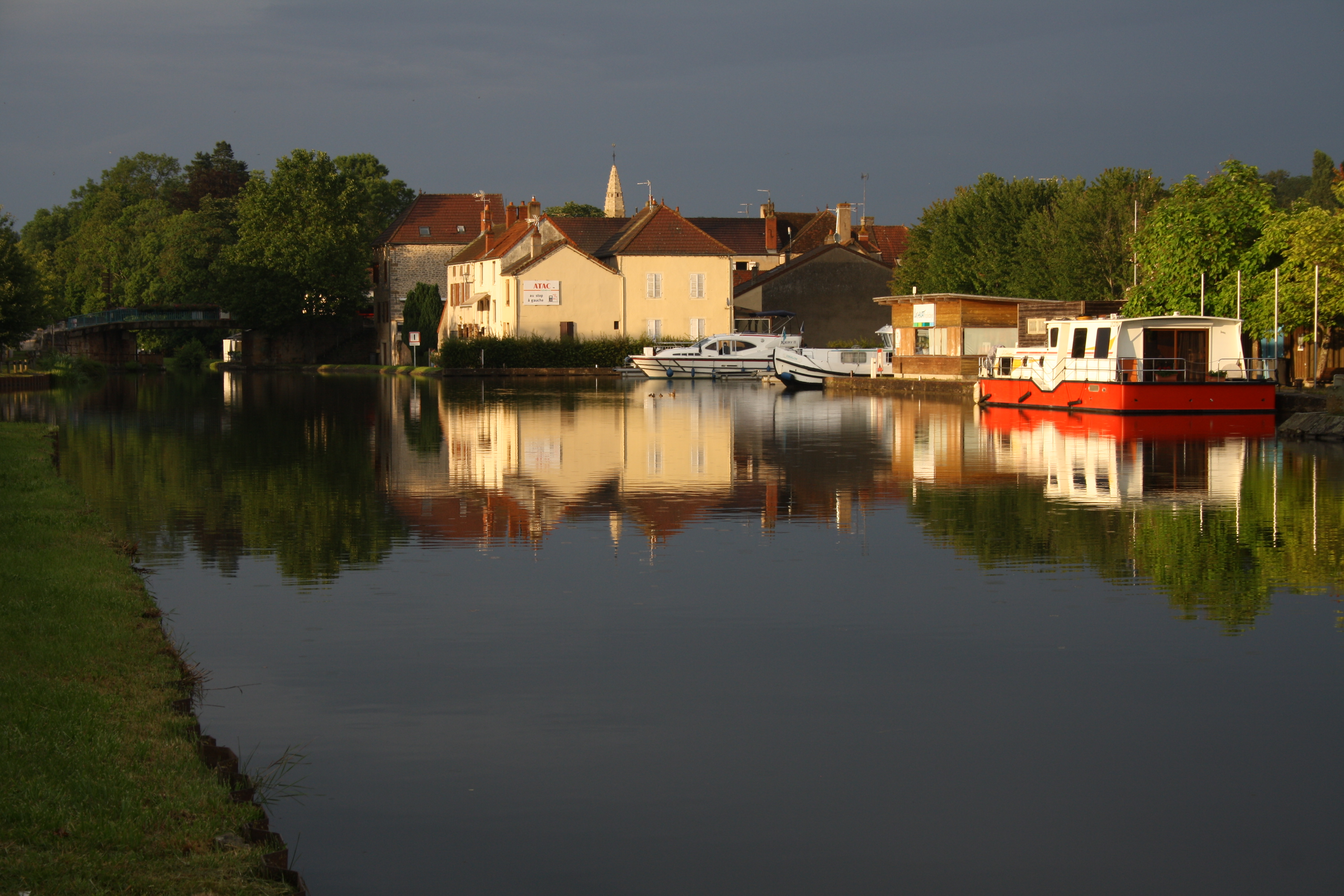
Hafen Saint-Léger-sur-Dheune

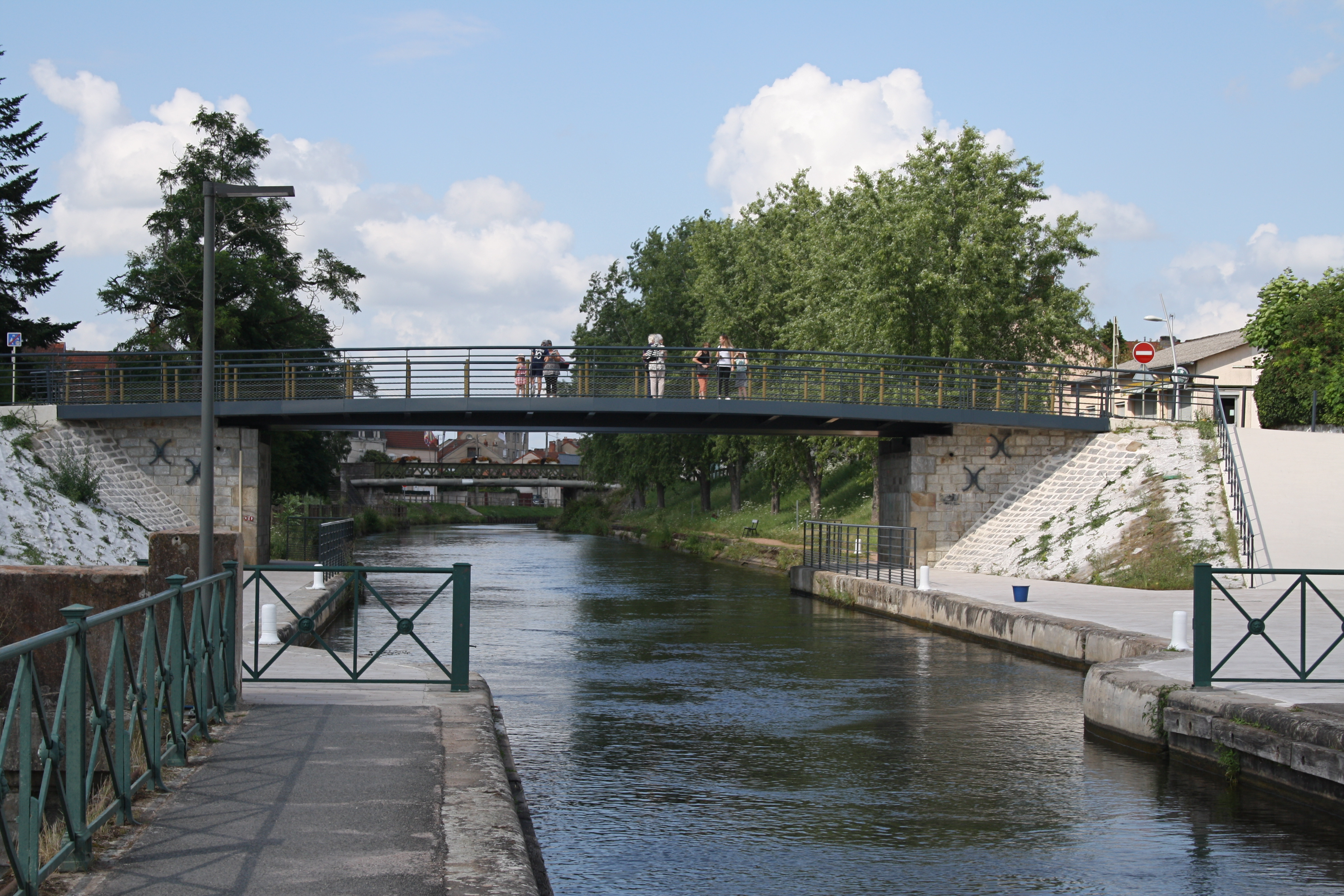
Ende des Kanals an der Kanalbrücke Digoin

Der Canal du Centre (deutsch: Zentrumskanal), auch bekannt unter seinem ursprünglichen Namen Canal du Charolais, ist ein französischer Schifffahrtskanal, der überwiegend im Département Saône-et-Loire in der Region Bourgogne-Franche-Comté verläuft. Auf etwa einem Kilometer Länge berührt er auch das benachbarte Département Côte-d’Or. Er bildet zusammen mit den Kanälen Canal du Loing, Canal de Briare und Canal latéral à la Loire eine Kanalkette (Route Bourbonnais), die den Binnenschiffen und Sportbooten einen Übergang von der Seine zur Saône und weiter zum Mittelmeer ermöglicht.

## Verlauf und technische Infrastruktur
Er beginnt nach offizieller Kilometrierung bei Chalon-sur-Saône, an der Abzweigung von der kanalisierten Saône, verläuft zunächst in nordwestlicher Richtung, schwenkt bei Chagny auf Südwest und endet nach 112 Kilometern im Stadtgebiet von Digoin, wo er seine Fortsetzung im Canal latéral à la Loire findet. Er folgt auf seinem Lauf den Flüssen Talie, Dheune und Bourbince.
Der Kanal ist vom Typus her ein Wasserscheidenkanal. Seine Scheitelhaltung liegt bei Montchanin in einer Höhe von 301 Metern, wo zur Wasserversorgung eine Vielzahl von Speicherseen angelegt wurden. Der Kanal verfügt über 61 Schleusen, 35 davon überwinden die Höhendifferenz von 126 Metern zur Saône, 26 Schleusen werden für den 75 Meter hohen Abstieg zur Loire benötigt. Die Schleusendimension ist für Schiffe der Normgröße Freycinet ausgelegt. Die letzte Schleuse vor der Einmündung in die Saône (Crissey) ist mit einer Hubhöhe von 10,5 Metern eine der höchsten ihrer Art.

### Koordinaten
- Ausgangspunkt des Kanals: 46° 47′ 53″ N, 4° 52′ 48″ OKoordinaten: 46° 47′ 53″ N, 4° 52′ 48″ O
- Endpunkt des Kanals: 46° 28′ 47″ N, 3° 58′ 56″ O

### Orte am Kanal
- Chalon-sur-Saône
- Chagny
- Saint-Léger-sur-Dheune
- Montchanin
- Montceau-les-Mines
- Génelard
- Paray-le-Monial
- Digoin

## Geschichte

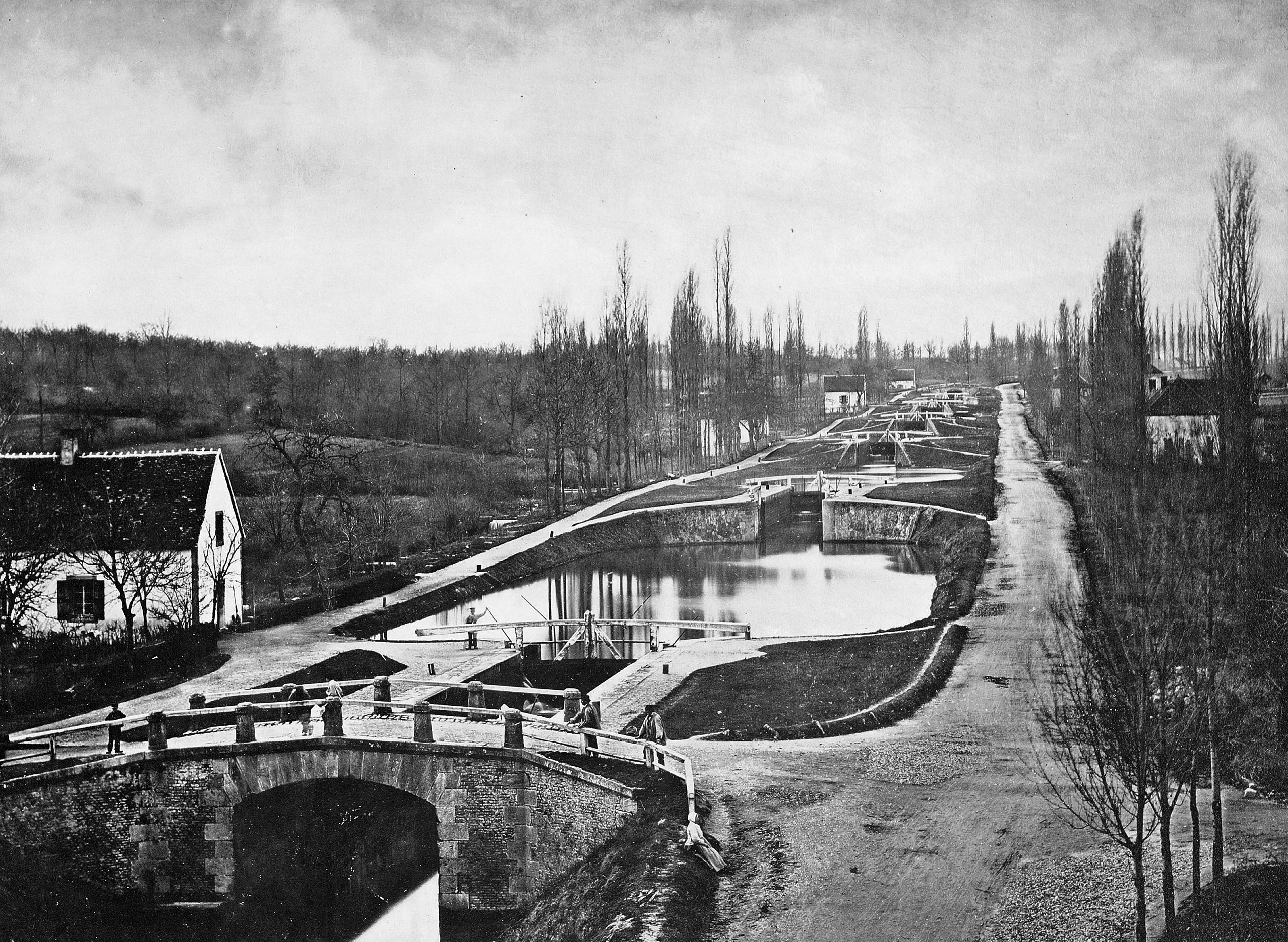
Ehemalige Schleusentreppe Écuisses

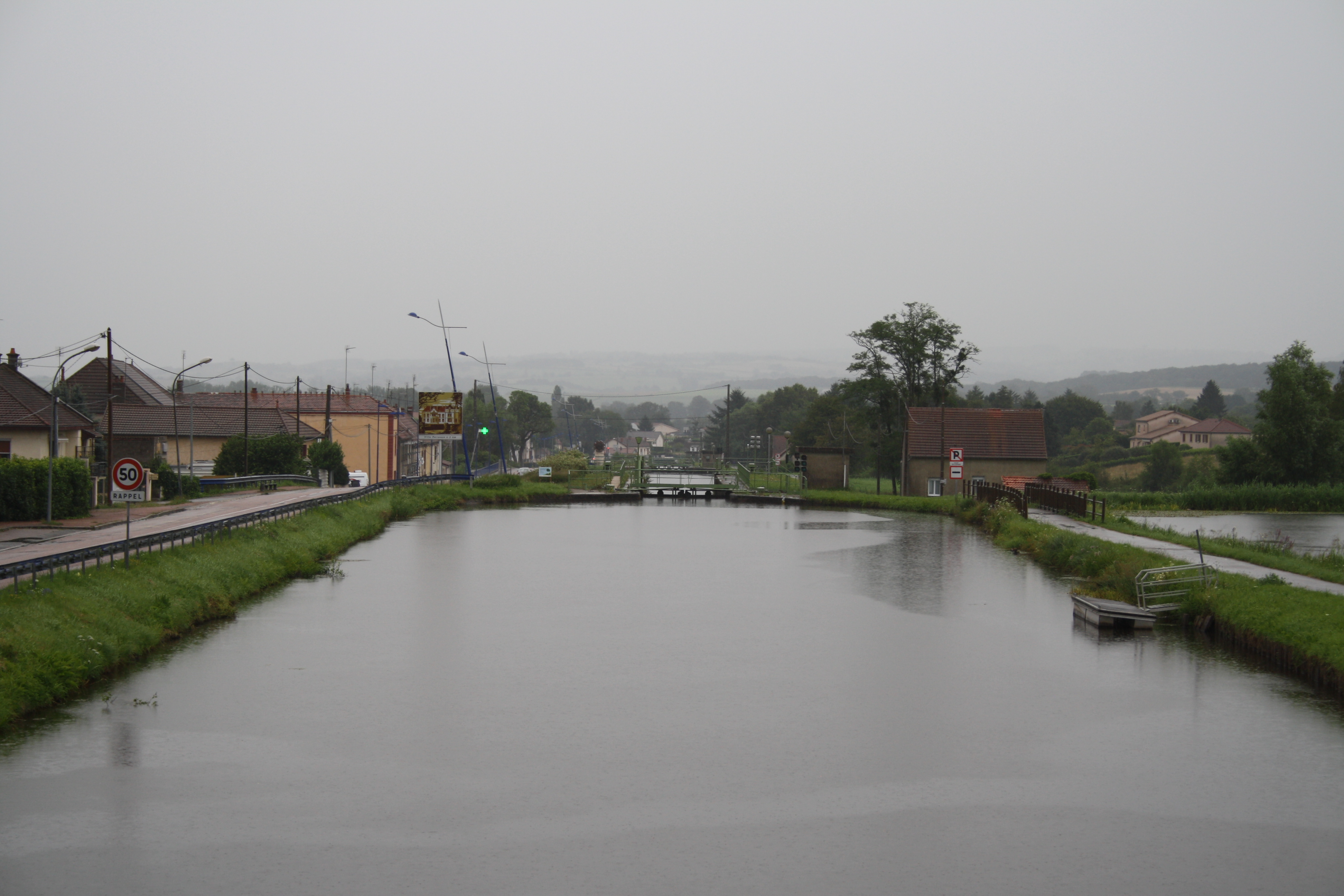
Heutige Schleusentreppe Écuisses

Erste Pläne für den Kanal hat Leonardo da Vinci entworfen, der Plan für den tatsächlich realisierten Bau des Kanals entstand bereits am Anfang des 17. Jahrhunderts, zum Baubeginn kam es aber erst 1784. Nach der Inbetriebnahme 1793 bediente er hauptsächlich das Kohlenbergwerks- und Industriegebiet um Montceau-les-Mines. Zu diesem Zeitpunkt mündete der Kanal bei Digoin in die Loire, eine Fortsetzung auf dem Loire-Seitenkanal wurde erst 1838 möglich, als der Bau des Loire-Seitenkanals Digoin erreichte. Die Kanalbrücke über die Loire, bei Digoin, gehört also nicht, wie vielfach behauptet, zum Canal du Centre, sondern zum Loire-Seitenkanal, der auch heute noch bis in das Stadtzentrum von Digoin reicht und erst dort in den Canal du Centre übergeht.
Am Ende des 19. Jahrhunderts wurde Wasser des Flusses Arroux bei Gueugnon abgezweigt und über einen 14 Kilometer langen Versorgungskanal (Rigole de l’Arroux) östlich der Stadt Digoin in den Canal du Centre geleitet, um die Wasserversorgung des Kanals zu verbessern. Die Rigole de l’Arroux war damals für kleine Schiffe befahrbar. In den 1950er Jahren wurde der Hafen in Gueugnon jedoch geschlossen und die Schifffahrt auf diesem Versorgungskanal eingestellt.
Die ursprünglich sieben Schleusen der Schleusentreppe Écuisses wurden später durch vier Schleusen ersetzt.

## Wirtschaftliche Bedeutung
Die Frachtschifffahrt hat nach und nach an Bedeutung verloren. Heute wird der Kanal hauptsächlich von Sport- und Hausbooten genutzt.